# پی‌اس‌آر جی۰۱۰۸–۱۴۳۱
پی‌اس‌آر جی۰۱۰۸-۱۴۳۱ یک ستاره است که در صورت فلکی نهنگ قرار دارد.